# داماسي (لاريسا)
داماسي (Δαμάσι) هي مدينة في لاريسا في مقاطعة فوريا إلادا في اليونان.
يبلغ عدد سكانها حوالي 1348 نسمة.